# Linfa (mitología)
En la mitología romana Linfa (en latín Lympha) era una diosa asociada al agua dulce. Varrón la incluye entre los dioses importantes para los labradores: «Y no dejaré de rezar también a Linfa y a Bonus Eventus, ya que sin humedad toda labranza de la tierra es árida y estéril, y sin éxito y ‘buena cosecha’ no es labranza sino vejación».  Linfa representa la humedad.
A veces se usa linfas (lymphae) en plural. Los poetas augustos juegan con frecuencia con el ambiguo doble significado de linfa como «fuente de agua» y «ninfa». El nombre «linfas» es equivalente, pero no totalmente intercambiable, con «ninfas». Vitruvio conserva algunas de sus asociaciones en la que describe cómo el diseño del edificio de un templo (aedes) debe reflejar la naturaleza de la deidad que se albergará en él: «El carácter del orden corintio parece más apropiado para Venus, Flora, Proserpina y las Linfas de las fuentes; porque su esbeltez, elegancia y riqueza, y sus hojas ornamentales coronadas por volutas, parecen guardar una analogía con sus disposiciones».
Las linfas itálicas estaban relacionadas con cultos curativos. Juturna, a la que se suele llamar «ninfa», es identificada por Varrón como linfa: «Juturna es la linfa que ayuda: por eso muchos enfermos, debido a su nombre, suelen buscar esta agua».  El lexicógrafo Festo señala que la palabra griega «ninfa» había influido en el nombre latino: «Según la creencia popular, quien ve en una fuente una visión determinada, es decir, la aparición de una ninfa, enloquece. Los griegos llaman a estas personas numpholêptoi [«poseídos por las ninfas»] y los romanos, lymphatici».